# Ağrı (Provinz)
Ağrı (armenisch Աղրի, kurdisch Agirî) ist eine Provinz im äußersten Osten der Türkei.
Ihre Hauptstadt heißt ebenfalls Ağrı. Zur Zeit der Osmanen hieß die Stadt Şarbulak, was „fließende Quelle“ bedeutet. 1927 wurde der Name in Karaköse geändert, was entweder auf den osmanischen Eroberer 1507 Karagöz Bey oder auf Kara Kilise (dt.: „schwarze Kirche“) zurückgeht. Seit 1946 tragen Stadt und Provinz ihren heutigen Namen nach dem Berg Ararat (Ağrı Dağı).

## Geographie
Die Provinz Ağrı grenzt im Osten an den Iran, im Norden an die Provinzen Kars und Iğdır, im Westen an die Provinzen Muş und Erzurum und im Süden an die Provinzen Van und Bitlis. Die Provinz Ağrı hat eine Fläche von 11.376 km² und besteht nahezu zur Hälfte aus Bergen. Der Große Ararat (Büyük Ağrı Dağı) ist mit 5137 m der höchste Berg der Türkei. Ihm verdankt die Provinz ihren Namen. Der kleine Bruder des Großen Ararat ist der Kleine Ararat (Küçük Ağrı Dağı) (3896 m). Andere hohe Berge sind der Süphan Dağı (4058 m), der Aşağı Dağı (3270 m), der Karadağ Dağı (3243 m) und der Aladağ Dağı (3250 m). Der wichtigste See in der Provinz Ağrı ist der 2241 m hoch gelegene Balık Gölü („Fischsee“).

## Verwaltungsgliederung
Die Provinz Ağrı besteht aus acht Landkreisen:
- Ağrı (kurdisch: Agirî)
- Diyadin (kurdisch: Gîhadîn)
- Doğubeyazıt (kurdisch: Bazîd)
- Eleşkirt (kurdisch: Zêdkan)
- Hamur (kurdisch: Hewaran)
- Patnos (kurdisch: Panos)
- Taşlıçay (kurdisch: Avkevir)
- Tutak (kurdisch: Dutax)

| Kreis- code 1   | Landkreis (İlçe) | Fläche 2 (km²) | Bevölkerung (2021) 3 | Bevölkerung (2021) 3       | Anzahl der Einheiten   | Anzahl der Einheiten  | Anzahl der Einheiten | Bevölke- rungs- dichte (Ew./km²) | städt. Anteil (in %) | Sex Ratio 4 | Grün- dungs- datum 5, 6 | Quelle |
| Kreis- code 1   | Landkreis (İlçe) | Fläche 2 (km²) | Landkreis (İlçe)     | Verwal- tungssitz (Merkez) | Gemein- den (Belediye) | Stadt- viertel (Mah.) | Dörfer (Köy)         | Bevölke- rungs- dichte (Ew./km²) | städt. Anteil (in %) | Sex Ratio 4 | Grün- dungs- datum 5, 6 | Quelle |
| --------------- | ---------------- | -------------- | -------------------- | -------------------------- | ---------------------- | --------------------- | -------------------- | -------------------------------- | -------------------- | ----------- | ----------------------- | ------ |
| 1283            | Diyadin          | 1.351          | 36.416               | 19.041                     | 1                      | 7                     | 62                   | 27,0                             | 52,29                | 923         |                         | [ 3 ]  |
| 1287            | Doğubeyazıt      | 2.250          | 114.769              | 80.450                     | 1                      | 14                    | 85                   | 51,0                             | 70,10                | 909         |                         | [ 4 ]  |
| 1301            | Eleşkirt         | 1.307          | 28.901               | 9.915                      | 4                      | 20                    | 55                   | 22,1                             | 52,13                | 986         |                         | [ 5 ]  |
| 1379            | Hamur            | 873            | 14.961               | 2.899                      | 1                      | 4                     | 46                   | 17,1                             | 19,38                | 921         | 1958                    | [ 6 ]  |
| 1111            | Merkez Ağrı      | 1.695          | 150.602              | 123.772                    | 1                      | 18                    | 106                  | 88,9                             | 82,18                | 968         |                         | [ 7 ]  |
| 1568            | Patnos           | 1.394          | 109.224              | 59.010                     | 2                      | 28                    | 92                   | 78,4                             | 56,74                | 892         | 1936                    | [ 8 ]  |
| 1667            | Taşlıçay         | 822            | 18.152               | 6.350                      | 1                      | 4                     | 37                   | 22,1                             | 34,98                | 935         | 1954                    | [ 9 ]  |
| 1691            | Tutak            | 1.407          | 26.776               | 7.265                      | 1                      | 5                     | 80                   | 19,0                             | 27,13                | 943         |                         | [ 10 ] |
| PROVINZ 04 Ağrı | PROVINZ 04 Ağrı  | 11.099         | 499.801              |                            | 12                     | 100                   | 563                  | 45,0                             | 63,39                | 931         |                         |        |

## Geschichte
Ağrı liegt an der Verbindungsstelle zwischen Kaukasus, Kleinasien und dem Iran. Es finden sich hier Spuren der Hethiter, der Hurriter und der Urartäer (vgl. Anzavurtepe). In der Antike gehörte die Region zur armenischen Provinz Ayrarat, und genetische Studien belegen eine armenische Bevölkerung der Gegend seit mindestens 1200 v. Chr.  Die Kimmerer behaupteten sich auch eine Zeitlang hier (archäologische Spuren fehlen allerdings), bis das Gebiet unter die Herrschaft der Meder kam, die um etwa 550 v. Chr. von den Persern verdrängt wurden. Nachdem sie Teil der persischen Satrapie Armenien gewesen war, gehörte sie zum Zentrum des Artaxidenreichs. Es folgten die Dynastie der Arsakiden und nach kurzer arabischer Herrschaft die Bagratiden. 1045 wurde der armenische König Gagik II.  von den Byzantinern verraten und sein Reich besetzt. Kurz darauf verlor Ostrom jedoch die Schlacht bei Manzikert gegen die Seldschuken, die zur schrittweisen Eroberung großer Teile Armeniens und Anatoliens führte. Im 16. Jahrhundert schließlich eroberten die Osmanen die Region von den Safawiden. Im Ersten Weltkrieg wurde die armenische Bevölkerung von Ağrı durch den Völkermord an den Armeniern ausgelöscht. Zwischen 1927 und 1930 gab es mehrere kurdische Aufstände, die teilweise von der Xoybûn organisiert wurden (Ararat-Aufstand). Die Türkei konnte den Aufstand erst nach einer Grenzverschiebung in Absprache mit dem Iran beenden. In den 1980er Jahren gab es hier auch Kämpfe zwischen der Armee und der PKK.
1920 wurde ein Teil der Provinz Erzurum abgespaltet und unter dem Namen Bayazıt eigenständige Provinz. Im November 1926 wurde Karaköse Provinzhauptstadt und 1946 Stadt und Provinz in Ağrı umbenannt.

## Bevölkerung
2020 hatte die Provinz Ağrı eine Bevölkerung von 535.435 Einwohnern. Bis zum Völkermord an den Armeniern ab 1915 und zum Völkermord an den syrischen Christen 1916 lebten in Ağrı viele Armenier und Aramäer. Die heutige Bevölkerung besteht aus Kurden, Türken, Aseris und Tscherkessen.
Nachfolgende Tabelle zeigt die jährliche Bevölkerungsentwicklung am Jahresende nach der Fortschreibung durch das 2007 eingeführte adressierbare Einwohnerregister (ADNKS). Außerdem sind die Bevölkerungswachstumsrate und das Geschlechterverhältnis (Sex Ratio d. h. Anzahl der Frauen pro 1000 Männer) aufgeführt. In allen Kreisen gibt es einen Männerüberschuss. Der Zensus von 2011 ermittelte 553.241 Einwohner, das sind knapp 25.000 mehr als beim Zensus 2000.

| Jahr  | Bevölkerung am Jahresende | Bevölkerung am Jahresende | Bevölkerung am Jahresende | Wachstums- rate der Be- völkerung (in %) | Geschlechter verhältnis (Frauen auf 1000 Männer) | Rang (unter den 81 Provinzen) |
| Jahr  | gesamt                    | männlich                  | weiblich                  | Wachstums- rate der Be- völkerung (in %) | Geschlechter verhältnis (Frauen auf 1000 Männer) | Rang (unter den 81 Provinzen) |
| ----- | ------------------------- | ------------------------- | ------------------------- | ---------------------------------------- | ------------------------------------------------ | ----------------------------- |
| 2024  | 499.801                   | 258.828                   | 240.973                   | −2,24                                    | 931                                              | 43                            |
| 2023  | 511.238                   | 265.585                   | 245.653                   | 0,12                                     | 925                                              | 43                            |
| 2022  | 510.626                   | 264.465                   | 246.161                   | −2,67                                    | 931                                              | 43                            |
| 2021  | 524.644                   | 271.889                   | 252.755                   | −2,02                                    | 930                                              | 43                            |
| 2020  | 535.435                   | 276.800                   | 258.635                   | −0,14                                    | 934                                              | 42                            |
| 2019  | 536.199                   | 277.887                   | 258.312                   | −0,64                                    | 939                                              | 41                            |
| 2018  | 539.657                   | 280.923                   | 258.734                   | 0,63                                     | 921                                              | 40                            |
| 2017  | 536.285                   | 277.979                   | 258.306                   | −1,10                                    | 929                                              | 39                            |
| 2016  | 542.255                   | 281.389                   | 260.866                   | −0,91                                    | 927                                              | 39                            |
| 2015  | 547.210                   | 284.243                   | 262.967                   | −0,40                                    | 925                                              | 39                            |
| 2014  | 549.435                   | 285.449                   | 263.986                   | −0,32                                    | 925                                              | 39                            |
| 2013  | 551.177                   | 286.161                   | 265.016                   | −0,22                                    | 926                                              | 38                            |
| 2012  | 552.404                   | 287.490                   | 264.914                   | −0,55                                    | 921                                              | 38                            |
| 2011  | 555.479                   | 291.340                   | 264.139                   | 2,48                                     | 907                                              | 38                            |
| 2010  | 542.022                   | 280.518                   | 261.504                   | 0,81                                     | 932                                              | 38                            |
| 2009  | 537.665                   | 280.000                   | 257.665                   | 1,03                                     | 920                                              | 39                            |
| 2008  | 532.180                   | 276.508                   | 255.672                   | 0,25                                     | 925                                              | 39                            |
| 2007  | 530.879                   | 275.243                   | 255.636                   | –                                        | 929                                              | 39                            |
| 20001 | 528.744                   | 273.895                   | 254.849                   |                                          | 930                                              | 40                            |

1 Zensus 2000

### Volkszählungsergebnisse
Nachfolgende Tabellen geben die bei den 14 Volkszählungen dokumentierten Einwohnerstände der Provinz Ağrı1 wieder. Die Werte der linken Tabelle sind E-Books (der Originaldokumente) entnommen, die Werte der rechten Tabelle entstammen der Datenabfrage des Türkischen Statistikinstituts – abrufbar über diese Webseite:
| Jahr | Bevölkerung | Bevölkerung | Rang |
| Jahr | Provinz     | Türkei      | Rang |
| ---- | ----------- | ----------- | ---- |
| 1927 | 57.177      | 13.648.270  | 56   |
| 1935 | 107.206     | 16.158.018  | 56   |
| 1940 | 121.477     | 17.820.950  | 56   |
| 1945 | 133.504     | 18.790.174  | 56   |
| 1950 | 155.455     | 20.947.188  | 55   |
| 1955 | 185.928     | 24.064.763  | 55   |
| 1960 | 215.116     | 27.754.820  | 55   |

| Jahr | Bevölkerung | Bevölkerung | Rang |
| Jahr | Provinz     | Türkei      | Rang |
| ---- | ----------- | ----------- | ---- |
| 1965 | 246.961     | 31.391.421  | 56   |
| 1970 | 290.311     | 35.605.176  | 51   |
| 1975 | 330.201     | 40.347.719  | 48   |
| 1980 | 368.009     | 44.736.957  | 45   |
| 1985 | 421.131     | 50.664.458  | 45   |
| 1990 | 437.093     | 56.473.035  | 43   |
| 2000 | 528.744     | 67.803.927  | 40   |

1 1927 hieß die Provinz noch Bayazit.

Anzahl der Provinzen bezogen auf die Censusjahre:
- 1927, 1940 bis 1950: 63 Provinzen
- 1935: 57 Provinzen
- 1955: 67 Provinzen
- 1960 bis 1985: 73 Provinzen
- 1990: 73 Provinzen
- 2000: 81 Provinzen

## Sehenswürdigkeiten

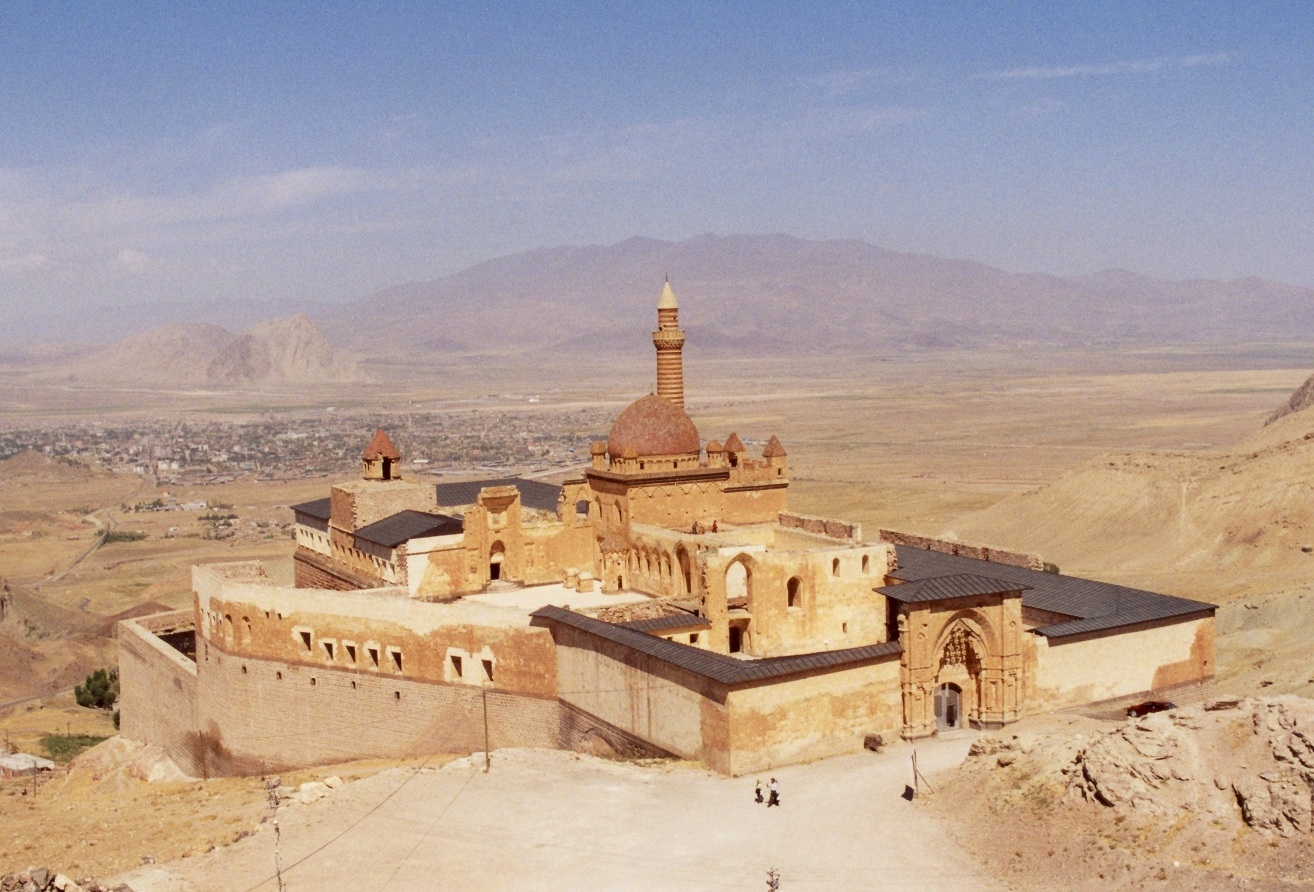
Der İshak Paşa Sarayı nahe Doğubeyazıt

Neben dem Ararat sind der armenische Klosterkomplex Bagavan und der Ishak-Pascha-Palast die größte Attraktion der Provinz.

## Wirtschaft
2019 betrug das Bruttoinlandsprodukt pro Kopf 16.727 TL (Türkische Lira) (2.946 US-Dollar). Damit ist Ağrı die ärmste Provinz des Landes. Das Bruttosozialprodukt (BIP) pro Kopf (türk. Kişi başına GSYH) Interaktive Karte zum Informations-Abruf (in türk.). Das BIP pro Kopf in der Provinz Ağrı:
| Jahr | US-$  | TL     |
| ---- | ----- | ------ |
| 2019 | 2.946 | 16.727 |
| 2018 | 2.998 | 14.136 |
| 2017 | 3.334 | 12.160 |
| 2016 | 3.654 | 11.042 |
| 2015 | 3.374 | 09.147 |

## Persönlichkeiten
- İhsan Aksoy (1944–2017), türkisch- und kurdischsprachiger Autor
- Nizamettin Ariç (* 1956), Sänger und Regisseur
- Abdullah Şahindere (* 2003), Fußballspieler